# Junggesellenheim der Nordwolle

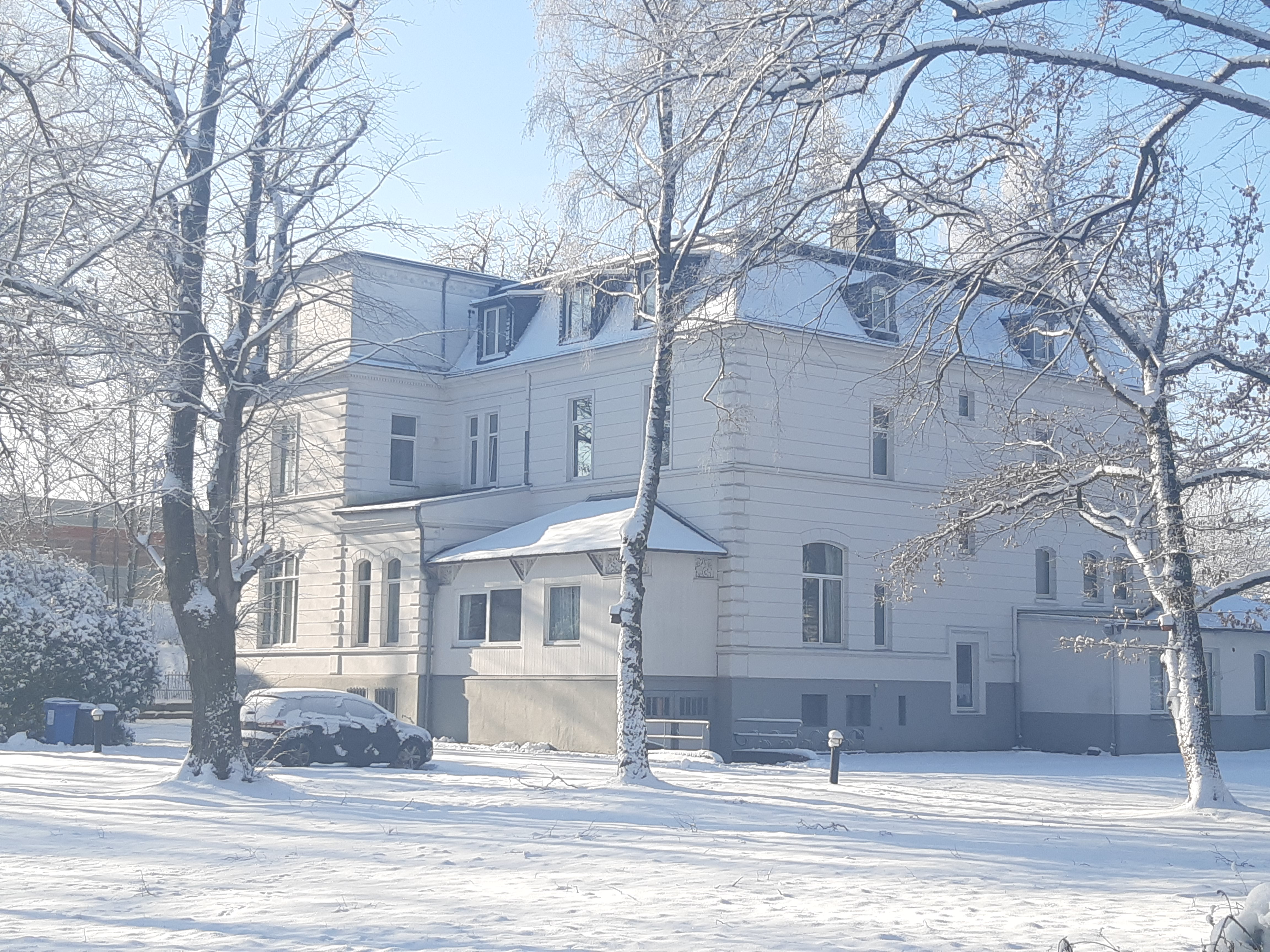
Nord-Ost Ansicht der Villa

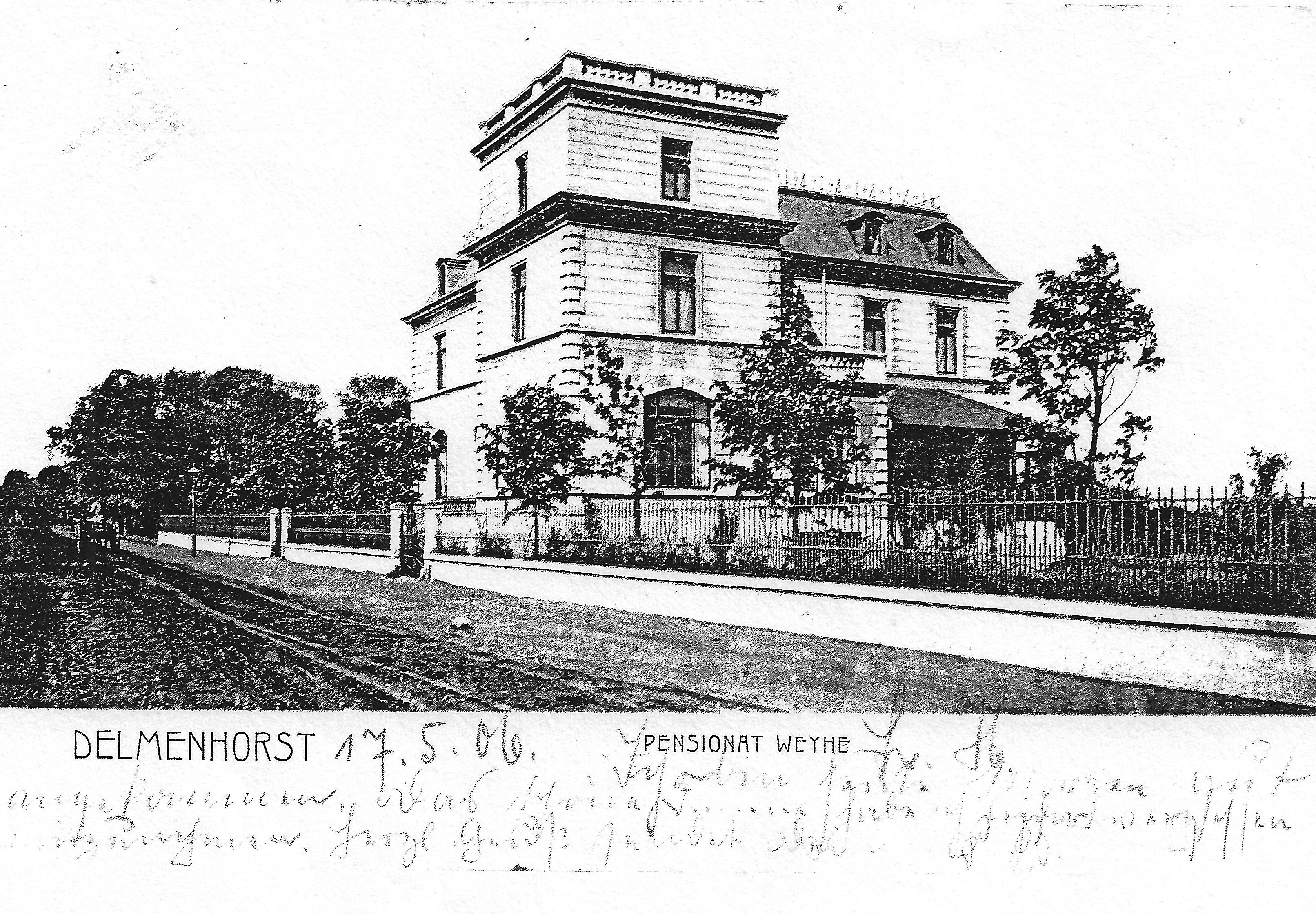
Postkarte 'Pension Weyhe' von 1906

Das ehemalige Junggesellenheim der Nordwolle (NW&K) in Delmenhorst, Nordwollestraße 80, wurde 1899 gebaut. Heute wird das Haus privat genutzt.
Das Gebäude ist ein Baudenkmal in Delmenhorst.

## Geschichte
Die Nordwolle war ein bedeutendes Unternehmen für die Verarbeitung von Wolle und Kammgarn, angesiedelt auf einem Areal von rund 25 Hektar Fläche zwischen dem Flüsschen Delme im Westen und Norden sowie den Bahngleisen im Süden. Die Zahl der Beschäftigten wuchs rapide an: 1887 waren es 900, um 1911 bereits 3000 Mitarbeiter und später bis zu 4500. Eine „Stadt in der Stadt“ entwickelte sich.
In den 1880er/1890er Jahren reagierte die Nordwolle auf die zunehmende, teils krasse Wohnungsnot. Das freistehende quadratische Junggesellenheim für jüngere ledige Mitarbeiter und kaufmännische Lehrlinge wurde 1900 östlich des Betriebes als „Herrenpensionat“ mit 20 Einzelzimmern, großem Garten und Tennisplatz gebaut, vermutlich nach Plänen des Bremer Architekten Henrich Deetjen.
Die Nordwolle baute für junge Betriebsangehörige auch ein „Jünglingsheim“ an der ehemaligen Birkenstraße und ein Junggesellenheim für jüngere ledige Angestellte an der Hasbergerstraße sowie das Mädchenwohnheim Heimstraße 70.

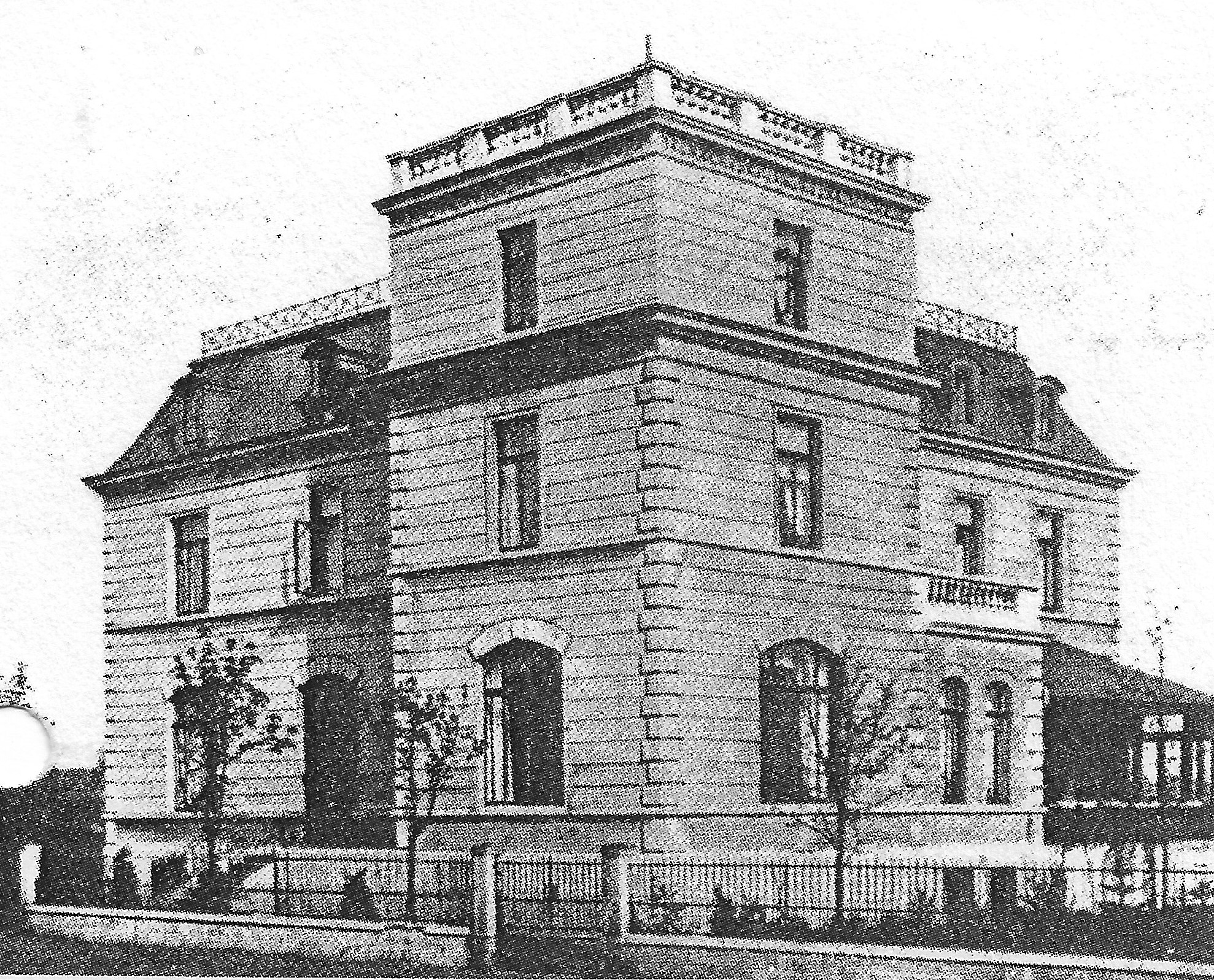
Neubau des Junggesellenheims im Jahr 1900

## Einzelnachweise, Verweise

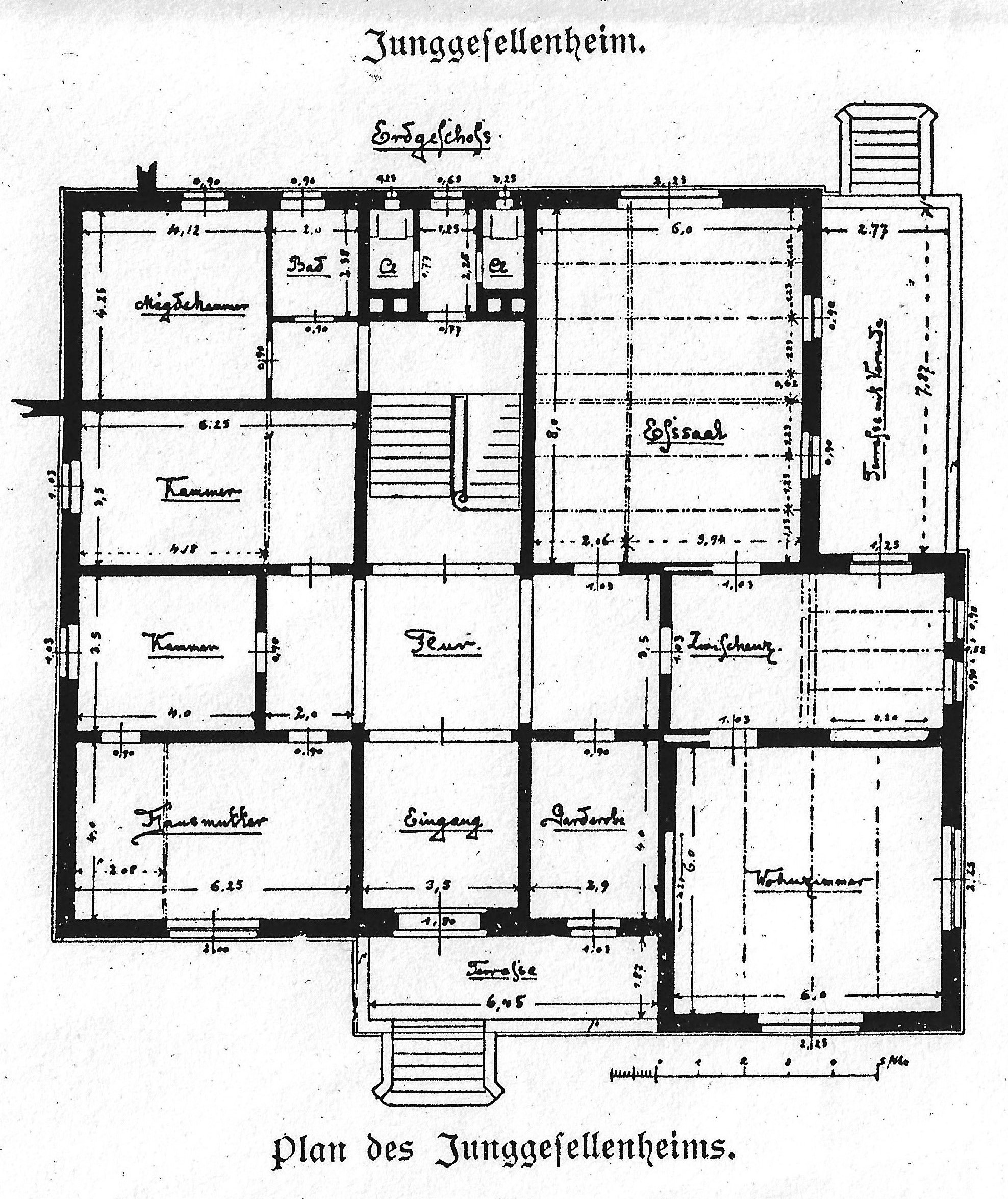